# Juan Pablo Vargas
Juan Pablo Vargas Campos (ur. 6 czerwca 1995 w Grecii) – kostarykański piłkarz występujący na pozycji środkowego obrońcy, reprezentant Kostaryki, od 2020 roku zawodnik kolumbijskiego Millonarios.
Jego starszy brat Mauricio Vargas również był piłkarzem.

## Kariera klubowa
Vargas jest wychowankiem akademii juniorskiej klubu LD Alajuelense. Do pierwszej drużyny został włączony w wieku siedemnastu lat przez szkoleniowca Óscara Ramíreza i zadebiutował w niej w lipcu 2013 w meczu z UCR (1:2) w ramach 1/8 finału krajowego pucharu (Copa Banco Nacional). Przez kolejne dwa lata grał jednak wyłącznie w rozgrywkach młodzieżowych i na debiut w kostarykańskiej Primera División przyszło mu czekać do 18 lutego 2015, kiedy to zanotował występ w przegranym 1:2 spotkaniu z Limón. W tym samym, wiosennym sezonie Verano 2015 zdobył z Alajuelense tytuł wicemistrza Kostaryki. Sukces ten powtórzył również pół roku później – w jesiennych rozgrywkach Invierno 2015, zaś trzecie z rzędu wicemistrzostwo kraju wywalczył w sezonie Verano 2016. Przez cały pobyt w Alajuelense pełnił jednak rolę wyłącznie głębokiego rezerwowego dla graczy takich jak Johnny Acosta, Kenner Gutiérrez czy Porfirio López. Ze względu na sporadyczne występy zdecydował się nie przedłużać swojej umowy z klubem.
W czerwcu 2016 Vargas został zawodnikiem ówczesnego mistrza Kostaryki – ekipy CS Herediano. Aby ominąć płatność ekwiwalentu za wyszkolenie jego poprzedniemu klubowi, władze klubu z Heredii zarejestrowały jego kartę zawodniczą w drugoligowym zespole Jacó Rays FC. Bezpośrednio po tym został wypożyczony do drużyny Belén FC – ligowego średniaka – gdzie od razu wywalczył sobie niepodważalne miejsce w składzie, zostając wyróżniającym się obrońcą ligi kostarykańskiej. Premierowego gola w najwyższej klasie rozgrywkowej strzelił 29 października 2016 w wygranej 3:2 konfrontacji z UCR. W grudniu 2016 udał się na testy do meksykańskiego drugoligowca Lobos BUAP, jednak ostatecznie do transferu nie doszło. Ogółem barwy Belén reprezentował bez większych sukcesów przez rok, po czym powrócił do Herediano. W jesiennym sezonie Apertura 2017 zdobył z nim czwarte w swojej karierze wicemistrzostwo Kostaryki.

## Kariera reprezentacyjna
W lipcu 2014 Vargas został powołany przez Rónalda Morę do reprezentacji Kostaryki U-20 na środkowoamerykański turniej kwalifikacyjny do Mistrzostw Ameryki Północnej U-20. Tam pełnił rolę podstawowego piłkarza i wystąpił w pięciu z sześciu możliwych meczów (we wszystkich w wyjściowym składzie). Strzelił również bramkę z rzutu karnego w meczu z Salwadorem (2:1), lecz jego drużyna nie zdołała awansować na rozgrywane pół roku później kontynentalne mistrzostwa.
W styczniu 2017 Vargas znalazł się w ogłoszonym przez selekcjonera Óscara Ramíreza – swojego byłego trenera z Alajuelense – składzie reprezentacji Kostaryki na turniej Copa Centroamericana. Tam 15 stycznia w wygranym 3:0 meczu z Belize zadebiutował w seniorskiej kadrze. Ogółem podczas tych rozgrywek rozegrał tylko jedno z pięciu możliwych spotkań (w pierwszym składzie), zaś Kostarykańczycy uplasowali się ostatecznie na czwartym miejscu. Sześć miesięcy później został powołany na Złoty Puchar CONCACAF, awaryjnie zastępując kontuzjowanego na kilka dni przed rozpoczęciem turnieju Rónalda Matarritę. Tam nie zanotował żadnego występu, odpadając ze swoją drużyną w półfinale po porażce z gospodarzem i późniejszym triumfatorem – USA (0:2).